# Vrh nad Laškim
Vrh nad Laškim je naselje v Občini Laško in je del tradicionalne regije Štajerske. Domače je imenovan kot Šentlenart po cerkvi svetega Lenarta. Stoji približno 10 kilometrov od Jurkloštra in vsaj 7 kilometrov od mesta Laško. V naselju že od leta 1932 deluje prostovoljno gasilsko društvo, ki je bilo ustanovljeno na pobudo štirih vaščanov, tovarišev iz prve in druge svetovne vojne.
Krajevno skupnost Vrh nad Laškim sicer sestavlja 10 manjših razloženih naselij Gozdec, Kladje, Laška vas, Leskovca, Male Grahovše, Selo nad Laškim, Vrh nad Laškim, Velike Gorelce, Velike Grahovše in Žigon.

## Šolstvo
Organizirano šolstvo na vrhu nad Laškim se je začelo leta 1863, medtem ko je bila prva zgradba namenjena šoli zgrajena leta 1889. Požgana je bila obakrat med prvo in tako tudi med drugo svetovno vojno, a so jo po vojni obnovili in z letom 1954 je začela delovati kot osemrazredna. Stavba je bila vseskozi premajhna in jo je pestila prostorska stiska. Samostojna, torej osnovna šola je bila vse do leta 1967, ko je postala podružnica osnovne šole Primoža Trubarja Laško. Od takrat dalje jo obiskujejo le učenci do 4. razreda, za višje razrede pa so primorani obiskovati tako osnovno šolo v Laškem ali v Rimskih Toplicah.
Značilnost šole je, da je vse od svojega nastanka potekala v slovenščini kar je unikum na Spodnjem Štajerskem, saj je drugod pouk potekal v nemščini. Ob začetku organiziranega šolstva leta 1863 je pouk potekal v mežnariji, poučeval pa je kurat. Tedanji kurat Ivan Jug je najbolj zaslužen za gradnjo državne šole v Šentlenartu. Ker deželni šolski svet v Gradcu in lokalni šolski svet nista podpirala gradnjo šole je okrajni šolski svet v Laškem še najbolj pritiskal na krajevni šolski svet za gradnjo državne šole. Prvi gradbeni premiki so se žačeli leta 1867, od česar je za nakup zemlje prispeval 10 goldinarjev tudi kurat. Za gradnjo šole je Štajerski verski sklad odobril 500 goldinarjev, cesar Franc Jožef I. pa je iz svoje zasebne blagajne prispeval 200 goldinarjev. Prav leta 1871 je začel v tej šoli službovati učitelj iz Galicije pri Žalcu Anton Sket, ki po novem ni dobival plačila v naturalijah, ampak v denarju. Šoloobveznih otrok je bilo 180. Leta 1904 so šoli prizidali še nadstropje. Leta 1918 se je pouk v šoli prekinil zaradi požara, ki je uničil vso stavbo (razen zidov), rešili so le nekaj dokumentov in omaro. Leta 1920 so odprli obnovljeno šolo, leta 1930 je bilo stanje šolarjev okoli 156, v učiteljski knjižnici je bilo registriranih 419 knjig. 
Med nemško okupacijo v letih 1941-1945 so bile šole center ponemčevalnega procesa. Pouk je začel potekati v nemškem jeziku in učitelji so bili Nemci. V Šentlenartu je bila šolska upraviteljica zagrižena nacistka Kätchen Mlakar, ki je bila tudi sovražno razpoložena do Slovencev. Iz šoslke kronike je razvidno, da so na šoli organizirali nemške apele (zbore), zimske pomoči (Winterhilfswerk), nacistične proslave, nemške jezikovne tečaje. Otroci pa so morali obvezno hoditi še v Laško kjer so nastopili nemško Hitlerjevo mladinske organizacije (Hitlerjugend). Učitelji so prihajali iz (nemške) Koroške. 
Leta 1945 je bilo vseh šoloobveznih otrok 187, šolska upraviteljica je postala Helena Klenovšek. V letu 1954 je bilo šolobveznih otrok 143.

## Novejša godovina
Območje Vrha nad Laškim je bilo izrazito kmetijsko. Na prelomu v 20. stoletje so bile modernizirane številne kmetije, zato so bile gospodarske razmere še posebej dobre. Kmetje so v teh krajih živeli od prodaje lesa in živinoreje. Živino so navadno prodajali na živinskih sejmih v Laškem in Planini pri Sevnici. Leta 1929 so vaščani celo sami dobili sejmske pravice za kramarske in živinske sejme. Do leta 1939 je bila prometna povezava vasi s Laškim slaba in strma preko ti. Škratenkov. Šele pet let kasneje so zgradili novi položnejši cesti. Problem je bila tudi voda, ki je navadno v sušnejših delih leta presihala.
V obdobju 1945-1952 je deloval na Vrhu nad Laškim krajevni ljudski odbor. Skozi vso zgodovino je spadal pod okraj Celje-okolica in je teritorialno obsegal naslednja naselja: Lože (del), Brodnice, Mišji Dol, Laška vas, Velike Gorelce, Gozdec, Male Gorelce, Male Grahovše, Sv. Lenart nad Laškim, Trobni Dol (del) in Velike Grahovše (del). Z ukinitvijo tega odbora so oblast nad njegovimi deli prevzeli sosednji Ljudski odbori Laško, Rimske Toplice, Breze in Jurklošter. Z zaključkom reorganizacije občin in regij v SR Sloveniji je Vrh nad Laškim dokončno spadal pod okrilje občine Laško, tako kot spada še danes. 
Od leta 1948 je v naselju deloval tudi krajevni odbor Zveze združenj borcev narodnoosvobodilne vojne (ZZB NOV). Pristojen je bil predvsem za mobilizacijo pri pomoči sirotam in vaščanom.

## Cerkev svetega Lenarta
Vaška cerkev je bila prvič omenjena že leta 1545, a župnija obstaja šele od leta 1789.
Današnja podoba te cerkve je iz 18. stoletja, originalen je ostal le cerkveni zvonik iz leta 1684. Prejšnje poslopje cerkve so morali porušiti zaradi dotrajanosti.
Cerkev je bila do leta 1789 podružnica laške prafare, nato pa je bila kot del farne regulacije povzdignjena v samostojno kuracijo kateri je načeloval kurat (malo višji položaj kot kaplan). Ob nastanku novih far na Šmihelu, Svetini itd. si je vse odvetniške pravice in pravice predlaganja kandidatov za nove duhovnike prilastil laški nadžupnik. Z ustanovitveno listino so novi kuraciji pri sv. Lenartu pripadali naslednji zaselki: Torog, Loke, Gozdec, Mišji Dol, Male Grahovše, Kladje, Tevče in Laška vas. Samostanska cerkev v Mišjem Dolu (Jurkloštru) je bila leta 1856 povzdignjena v samostojno kuracijo in tako ni bila več del Šentlenartske kuracije. V cerkvi sv. Lenarta so začeli voditi cerkvene matične knjige od leta 1789. 
Cerkev so leta 1789, ko je postala samostojna kuracija podaljšali za 4,5 metrov na skupno dolžino 20 metrov. Južna ladjina stena ima vzidan nagobnik Karla viteza Azule, ki je bil ustanovitelj steklarne v Jurkloštru. 
Ob posvetitvi cekrve leta 1738 so v cerkev postavili 3 oltarje: glavni oltar s kipom sv. Lenarta, ter dva stranska sv. Primoža in sv. Felicijana, ter sv. Gregorja. Zadnja dva oltarja in krstilnik, ki je napol vdelav v zid je izdelal podobar in pozlatar iz Sevnice Mihael Klemen. Oltarja so pozneje posvetili sv. Pankraciju in sv. Frančišku Ksaveriju. Cerkveni zvonik so postavili leta 1684, nato pa so ga leta 1830 povišali za približno 3,5 metre. 
Cerkev stoji na vrhu hriba, zato je zelo izpostavljena pred nevihtami in vetrom. Posledično so leta 1831 morali napeljati strelovod. Obenem lahko sklepamo, da je zaradi lege cekrve okoli nje stala ovalna škarpa že od nekdaj. V tem prostoru je do leta 1832 stalo staro pokopališče. Od starega pokopališča je ohranjen le en spomenik že omenjenemu Karlu vitezu Azuli, lastniku glažute v Jurkloštru. Zaradi pretesnosti starega pokopališča so zgradili novo pokopališče zunaj vasi, le nekaj 200 metrov vstran od cerkve. 
Oprema cerkve predstavlja konkavno-konveksno sliko Marije Brezmadežne iz leta 1848, ter podobno uokvirjeno sliko umirajočega Frančiška Ksaverija. Na pevski empori je še slika Marije z mrtvim Jezusom v naročju, Caraccijeve kompozicije.